# Будущее

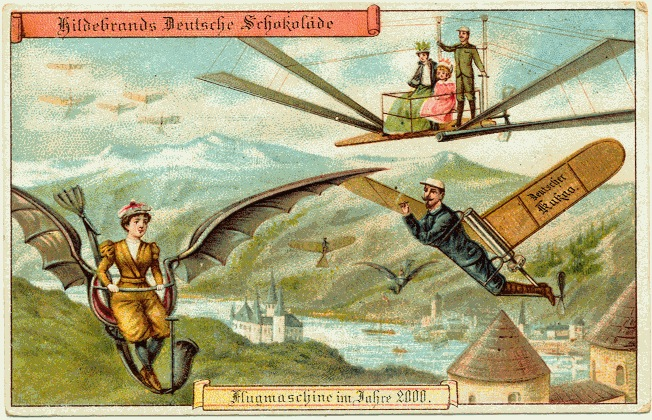
Будущее, по мнению немецкого художника начала XX века: шоколад фирмы «Гильдебранд» из серии «Германия в 2000 году» — «Летающие машины»

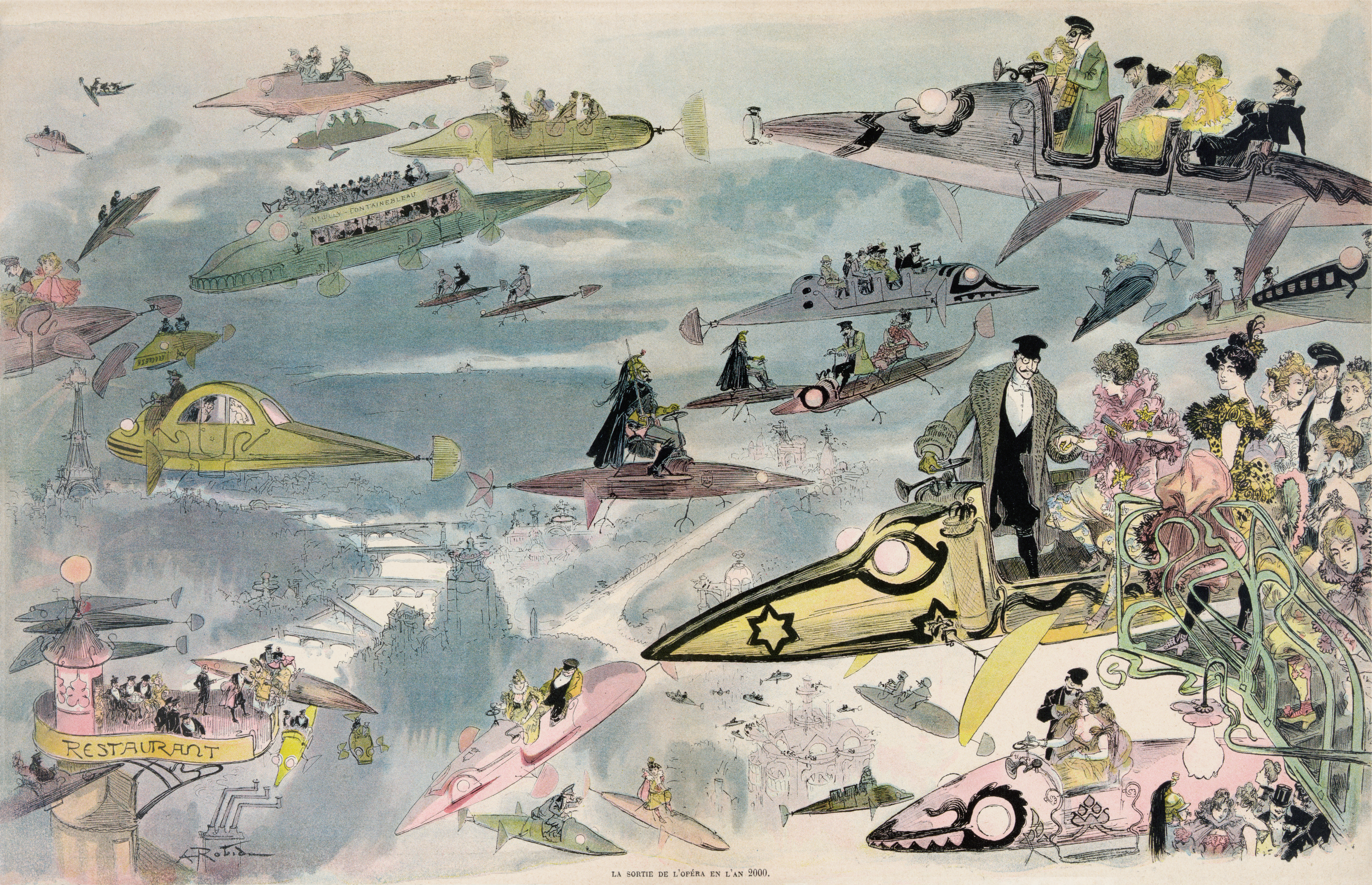
Будущее, Париж, рисунок 1902 года

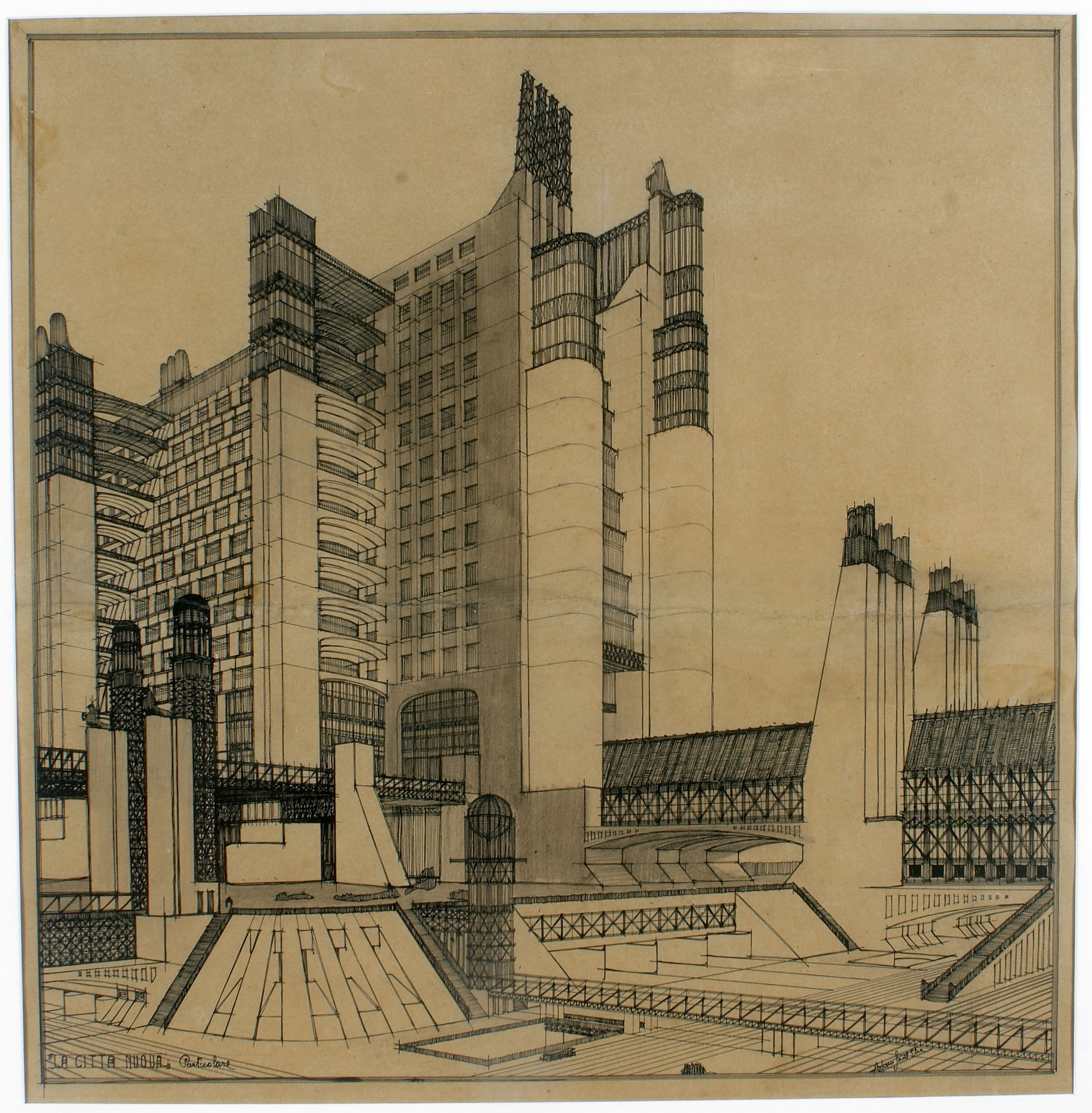
Антонио Сант-Элиа, урбанистический рисунок в футуристическом стиле, 1914

Бу́дущее — гипотетический отрезок линии времени, множество событий, которые ещё не произошли, но могут произойти.

## Будущее и философия времени
Будущее всегда занимало особое место в философии и в человеческом разуме вообще. По одной из теорий (Индетерминизм), будущее не предопределено, и люди могут сами творить его. По другой теории, будущее предопределено заранее (см. Детерминизм). Также возможно, что люди сами творят будущее, но их решения и действия по творению будущего предопределены.
В рамках циклической модели времени (вселенной) в будущем повторяется то, что уже было в прошлом.
Многие религии предлагают пророчества о жизни после смерти, а также о конце света. Конфликт в христианстве между знанием будущего Богом и свободой воли человека ведёт, например, к доктрине предопределения.
Значимость будущего подчёркивается тем, что люди сильно нуждаются в предсказаниях и прогнозах того, что с ними произойдёт. Возможно, что развитие человеческого мозга в большой своей части — развитие познавательных способностей, необходимых для того, чтобы прогнозировать будущее, то есть воображения, логики и индукции.

## Концепция прогресса
Концепция человеческого будущего в сознании цивилизаций, представляющих время в виде линии, проходящей из прошлого в будущее, тесно связана с понятием прогресса. Объективно, количественно измерить прогресс сложно. Измерение индустриального прогресса можно осуществить за счёт увеличения уровня энергопотребления. На этом основана шкала цивилизаций Кардашёва.
В информационную эру мерилом может быть быстрота микропроцессоров (см. закон Мура) — подобную классификацию цивилизаций выдвигал Карл Саган. Этот критерий, как и предыдущий, может быть сочтён технократическим.
С развитием и совершенствованием оружия человечество получило в свои руки более мощные средства разрушения, при том, что в XX веке в первой, второй мировых войнах и других конфликтах пострадало свыше 100 млн человек и средства массового поражения существуют и продолжают разрабатываться, можно усомниться в том, что прогресс заключается лишь в развитии техники. Важнейшим фактором прогресса является человеческий потенциал.
В соответствии с концепцией Гуманизма (от лат. humanitas — человечность) — «в центре находится идея человека как высшей ценности по отношению к самому человеку и относительная в ряду других ценностей мира и общества», прогресс может также заключаться в распространении высоких моральных и нравственных норм.
Несмотря на переход от индустриальной эпохи к информационной, количество потребляемых ресурсов с каждым годом растёт. В связи с этим высказывается мнение, что колонизация космоса неизбежна, так как на планете Земля есть лишь ограниченное количество доступных ресурсов и мест для жизни.
Будущее также может мыслиться как совокупность проектов, и речь может и должна идти о его конструировании.

## Прогнозирование будущего и футурология
Воображение позволяет нам «увидеть» правдоподобную модель заданной ситуации без риска, сопутствующего реальному её воплощению. Логические рассуждения позволяют предсказывать неизбежные последствия тех или иных действий в разнообразных ситуациях, и поэтому дают полезную информацию о будущих событиях. Индукция позволяет установить взаимосвязь причины со следствиями, и является основополагающим понятием для построения прогноза будущих событий.
Несмотря на наличие этих познавательных инструментов, полезных для понимания будущего, вероятностная природа многих природных и социальных процессов делала задачу прогнозирования будущего сложной, но желанной целью многих людей и культур на протяжении столетий.
Люди всегда стремились увидеть образы будущего. Поэтому пророки и предсказатели всегда имели огромное общественное значение.
Библейское представление о будущем предрекает наступление Апокалипсиса, включающего в себя рождение Антихриста, второе пришествие Иисуса Христа, конец света и страшный Суд.
С целью прогнозирования будущего возникли эзотерические учения, астрология, хиромантия, суеверия. Развитие большей части физики также легко объяснить как попытку сделать объективные прогнозы о будущих событиях. Фантастика возникла как средство сверхдальнего прогноза с помощью художественного воображения.
Однако современная скорость научно-технического прогресса достигла такого уровня, что коренные изменения происходят многократно на протяжении жизни одного поколения, следовательно, в совершенно ином свете выстраивается видение будущего, а, следовательно, и задача прогнозирования путей дальнейшего развития.
До сих пор люди жили традиционной жизнью, и в том постоянном, неизменном мире проблема планирования была нормальной, корректной задачей. Она ставилась и с некоторой степенью вероятности решалась. Сейчас же мы оказались в области, где сама постановка задачи о долгосрочном прогнозе развития является некорректной, горизонт сколько-нибудь надёжного прогнозирования очевидным образом сужается. Однако именно эта непредсказуемость делает особенно востребованными сколько-нибудь достоверные предсказания, поэтому именно в этой новой ситуации даже минимально корректное прогнозирование становится критически актуальным.
Прогнозируемые варианты будущего включают как пессимистические картины будущего (экологическая катастрофа, третья мировая война, нанотехнологическая катастрофа), так и утопическое будущее, в котором беднейшие люди живут в условиях, которые сегодня можно считать богатыми и комфортными, и даже трансформацию человечества в постчеловеческую форму жизни.
Элвин Тоффлер предупреждает о новых сложностях, социальных конфликтах и глобальных проблемах, с которыми столкнётся человечество на стыке XX и XXI веков в связи с переходом цивилизации в сверхиндустриальную (постиндустриальную) фазу.

Ускорение темпа перемен глубоко вошло в нашу личную жизнь, заставило нас играть новые роли и поставило перед лицом новых опасностей. Все это можно описать термином «футурошок». Футурошок, или шок будущего, представляет собой ошеломляющую растерянность, вызванную преждевременным наступлением будущего.

### Примеры несбывшихся прогнозов
О несбывшихся социальных прогнозах писал российский писатель и учёный Кирилл Еськов в своём эссе «Наш ответ Фукуяме»:
- Д. И. Менделеев считал самой сложной технической проблемой двадцатого века утилизацию огромного количества навоза (ведь поголовье лошадей, ясное дело, будет и дальше прирастать прежними темпами);
- А. Эйнштейн заявил за десяток лет до Хиросимы, что до практического использования атомной энергии дело дойдёт лет через сто — никак не раньше;
- Бернард Шоу видел политическую карту будущей Европы так: «Франция и Германия? Это устарелые географические названия… Под Германией вы, очевидно, подразумеваете ряд советских или почти советских республик, расположенных между Уральским хребтом и Северным морем.»

### Оптимистические сценарии будущего
Многие известные марксисты в рамках своего видения развития цивилизации неоднократно постулировали наступление коммунизма как неизбежного социального будущего.
В научной фантастике сложился образ будущего, в котором существует межзвёздная человеческая цивилизация, иногда включённая в более сложную систему цивилизаций иных разумных рас.
Вселенная Звёздный путь живописует гуманистическое и оптимистическое будущее. В нём создана межпланетная Федерация, исповедующая принципы терпимости и невмешательства. Правда, и во Вселенной Звёздный путь, идут бесконечные космические войны землян с боргами, кардасианцами и др. Во Вселенной Дэвида Вебера идут беспрерывные войны потомков землян между собой.

#### Технологическая сингулярность
«В течение ближайших тридцати лет у нас появится техническая возможность создать сверхчеловеческий интеллект. Вскоре после этого человеческая эпоха будет завершена».
Возможные пути образования сверхчеловеческого интеллекта:
- Развитие искусственного интеллекта,
- Увеличение биологических возможностей человека,
- Человеко-компьютерные системы.

Технологи́ческая сингуля́рность — предполагаемая точка в будущем, когда эволюция человеческого разума в результате развития нанотехнологии, биотехнологии и искусственного интеллекта ускорится до такой степени, что дальнейшие изменения приведут к возникновению разума с намного более высоким уровнем быстродействия и новым качеством мышления.
По мнению некоторых авторов, придерживающихся этой теории, технологическая сингулярность может наступить примерно к 2030 году.
Однако её наступление не означает конца истории, скорее наоборот — будет окончена Предыстория человечества, и положено начало настоящей его Истории.
Есть гипотеза, что явно выраженной точки сингулярности, с острым кризисом, не будет. Развитие идёт по S-образной кривой, и уже в ближайшее время начнётся торможение. А точка «сингулярности» — это такая точка на графике развития, в которой её скорость максимальна (середина S-образной кривой).
О развитии по S-образной кривой см. также:

#### Возникновение искусственного интеллекта
Искусственный интеллект или будет создан людьми, или самозародится в сети (эмерджентная эволюция).
Искусственный интеллект будущего будет иметь следующие преимущества над интеллектом человека:

1. скорость распространения сигналов между нейронами — 100 м/с, а между микросхемами — 300 000 км/с (скорость света), при этом и время срабатывания у нейронов мозга человека примерно в миллиард раз меньше по сравнению с кремниевыми элементами (на сегодня) и этот разрыв продолжает нарастать;
2. количество нейронов в мозгу человека ~ 86 миллиардов, у ИИ — практически без ограничений;
3. срок функционирования ИИ неограничен, в частности, например, вследствие возможного переписывания сознания — программы ИИ из одной электронной среды в другую;
4. при управлении цивилизацией не будет сказываться «человеческий фактор» (у любого человека всегда есть недостатки, а также, возможно, непонимание приоритетов развития);
5. непосредственная «вживляемость» ИИ в электронно-компьютерные сети, всё более опутывающие планету (то есть мгновенная одновременная обработка и управление миллиардами каналов).

В последние десятилетия в мире развивается новая прикладная область ИИ, специализирующаяся на искусственных нейронных сетях, уже дающую применения результатов в реальных приложениях. Нейросети оказались очень эффективными для предсказания временных последовательностей (таких, например, как курс валют или котировки акций), для анализа и оценки рисков, предсказания электропотребления жилищными массивами городов.
Помимо инвестиционных задач, искусственные нейронные сети начали широко использоваться в медицинской диагностике. Ведётся интенсивное исследование и применение нейрокомпьютерной технологии при создании военной техники.
После обучения нейронная сеть становится моделью, которую можно применить к новым данным с целью прогнозирования.

#### Покорение космоса

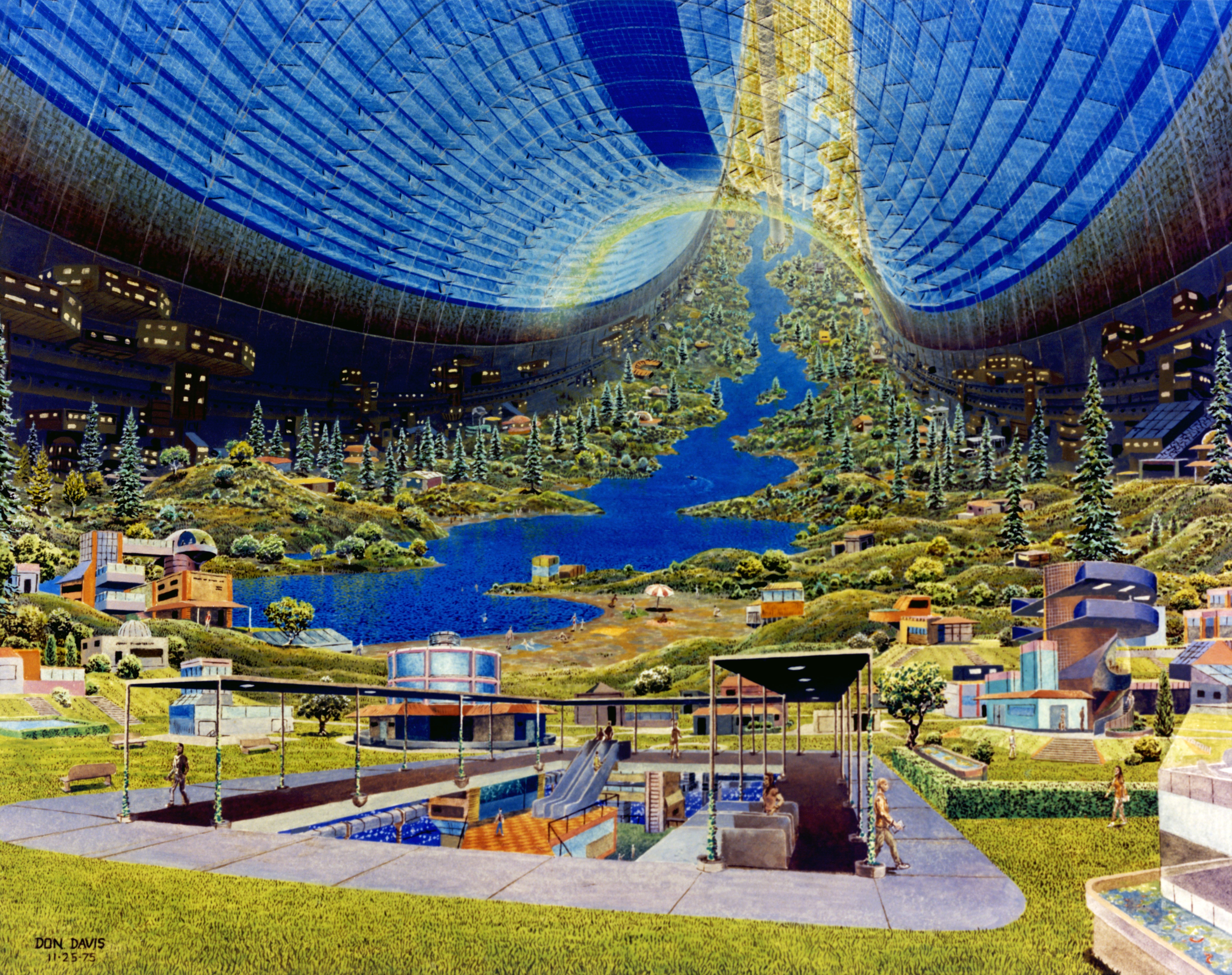
Проект орбитальной колонии «Стэнфордский тор»

Многие философы России (см. статью Русский космизм) предсказывали покорение космоса как будущую фазу развития человечества. См. также статью Колонизация космоса.

### Пессимистические сценарии будущего
Теории гибели западной цивилизации не обязательно включают в себя пессимистический сценарий будущего, так как могут предполагать торжество других цивилизаций и культур.
В связи с развитием нанотехнологий получил в последнее время в прессе популярность сценарий «серая слизь», согласно которому вышедшие из-под контроля самореплицирующиеся нанороботы поглотят всю биомассу Земли. Однако такой сценарий маловероятен, если источник управления будет находиться рядом с этими роботами, то есть будут предприняты соответствующие меры предосторожности.
Согласно пессимистическому сценарию энергетического кризиса, энергии просто не хватит на поддержание нашей высокотехнологической цивилизации, и мир вернётся к доиндустриальному состоянию.

## Будущее Вселенной
Так как наша Вселенная расширяется, то в далёком будущем во Вселенной нужно ожидать большие изменения.
Чётко устоявшейся единой теории будущего Вселенной нет. Есть лишь много различных теорий.
- Большой разрыв. Этот сценарий предполагает разрыв Вселенной на части из-за её ускорения.
- Большое сжатие. Этот сценарий предполагает сжатие Вселенной в сингулярность. Крайне маловероятен в связи с наблюдением ускоренного расширения Вселенной.

### Человек будущего
При условии правильного отношения к вопросам этики и социальным нуждам можно ожидать существенного улучшения человеческих способностей, эффективности общественной деятельности и качества жизни.
Впереди более высокая фаза эволюции интеллекта.
Технологический прогресс ведёт к тому, что уже скоро появятся киборги, разумные компьютеры.

### Трансгуманизм
Трансгумани́зм — философское движение, в основе которого лежит предположение, что человек не является последним звеном эволюции, а значит, может совершенствоваться до бесконечности.
Трансгуманизм — рациональное и культурное движение, утверждающее, что можно и нужно ликвидировать старение и смерть, значительно повысить умственные и физические возможности человека.
Это изучение достижений, перспектив и потенциальных опасностей использования науки, технологии, творчества и других способов преодоления фундаментальных пределов человеческих возможностей.
Целью крионики, например, является перенос только что умерших или терминальных (обречённых на смерть) пациентов в тот момент в будущем, когда станут доступны технологии репарации («ремонта») клеток и тканей и, соответственно, будет возможно восстановление всех функций организма. Такой технологией, по всей видимости, будет нанотехнология и, в частности, разработанные в её рамках молекулярные нанороботы.

### Будущее компьютерных технологий
Согласно Закону Мура, компьютерная микроминиатюризация будет развиваться ускоренными темпами, как и быстродействие вычислительных машин. Стоимость новых заводов по выпуску интегральных схем также будет нарастать. Будут развиваться многоядерные процессоры и мультипроцессорные системы. Дальнейшая ступень эволюции компьютерной техники может привести к развитию биокомпьютеров и квантовых компьютеров.